# Celine Fariala Mangaza
Celine Fariala Mangaza (27 août 1967 - 28 mai 2020) était une militante congolaise pour les handicapés.
Le 28 mai 2020, lors de la pandémie de Covid-19 en république démocratique du Congo, Mangaza est décédée des suites du COVID-19 à Bukavu.